# Aleksandr Kosenkov (simhoppare)
Aleksandr Kosenkov, född den 28 juli 1956 i Chabarovsk, är en sovjetisk simhoppare.
Han tog OS-brons i svikthopp i samband med de olympiska simhoppstävlingarna 1976 i Montréal.